# Нары

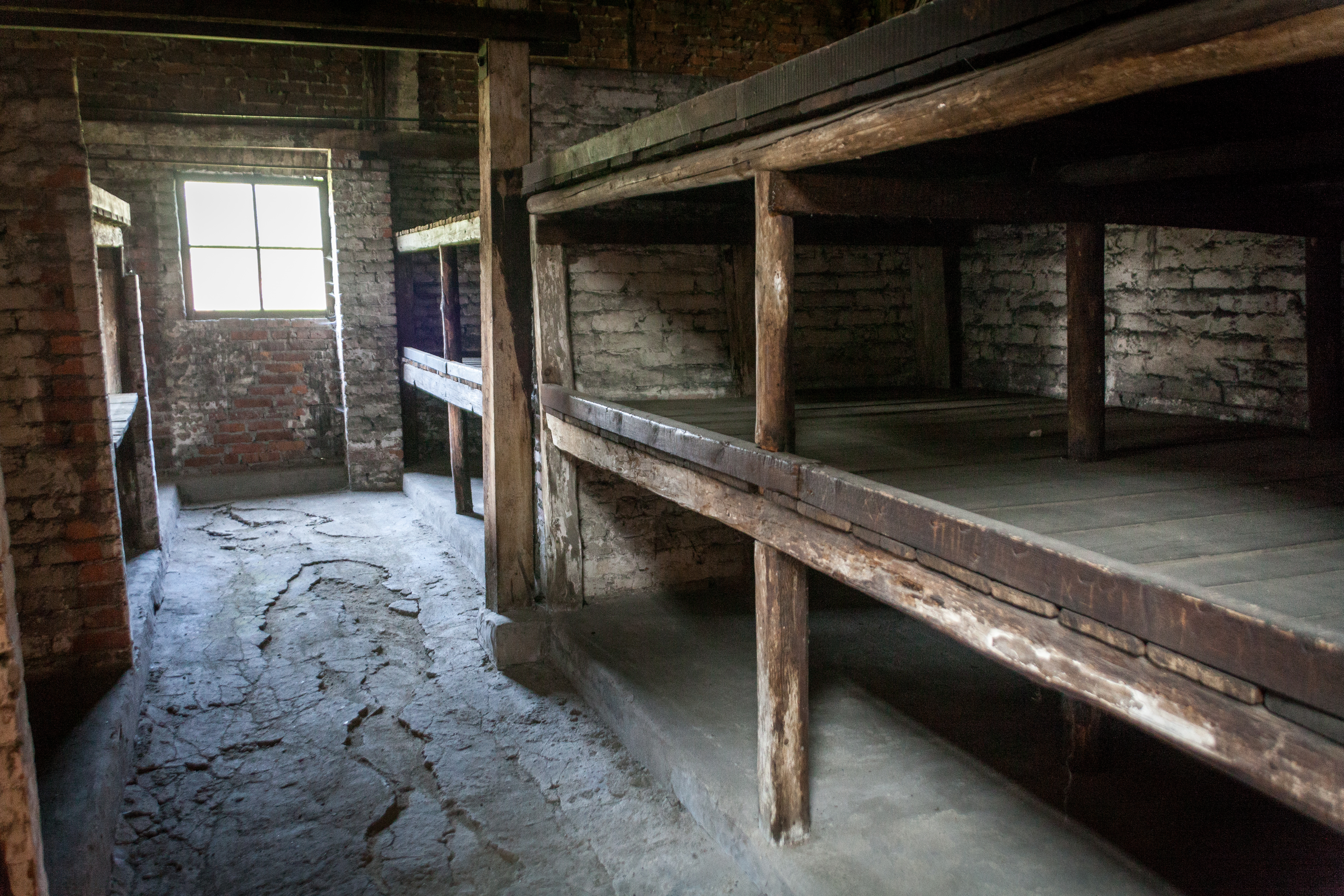
Двухъярусные нары в бараке концлагеря Освенцим

На́ры (согласно этимологическому словарю Фасмера, от пол. nary) — кровать в виде дощатого настила на некотором возвышении от пола. Высокие нары между печью и противоположной стеной называются полатями.
«Толковый словарь живого великорусского языка» пишет, что нары типичны для казарм и «подобных» видов жилья. Для сооружений гражданской обороны нары выпускаются одно-, двух- и трёхъярусными. Нары распространены, в частности, в местах лишения свободы. В русском языке существует выражение «отправиться на нары», означающее «попасть в тюрьму».